# Cristian Molinaro
Cristian Molinaro (Vallo della Lucania, 30 luglio 1983) è un dirigente sportivo ed ex calciatore italiano, di ruolo difensore, direttore tecnico del Venezia.

## Caratteristiche tecniche
Ricopriva prevalentemente il ruolo di terzino sinistro; all'occorrenza poteva agire anche da esterno di centrocampo o da difensore centrale. Correva molto in campo, oltre a essere bravo nei tagli e in fase di recupero palla.

## Carriera

### Giocatore

#### Club

##### Inizi
Ha iniziato a giocare all'età di 14 anni nella squadra della Gelbison, a Vallo della Lucania. Cresce calcisticamente nella Salernitana e, terminata la gavetta nelle squadre giovanili, esordisce con questa nel campionato di Serie B 2002-2003. Le due stagioni agonistiche successive le gioca da titolare nelle file salernitane, realizzando nel 2004-2005 la sua prima marcatura fra i professionisti, in un incontro tra i campani ed il Bari.

##### Siena e Juventus
Nel 2005 viene notato dalla fitta rete di osservatori della Juventus ed ingaggiato per la squadra bianconera che, già coperta nel ruolo, decide di darlo in compartecipazione al Siena, squadra nella quale già giocano numerosi calciatori in prestito dal club torinese. Esordisce in Serie A il 18 settembre 2005 in Siena-Palermo 1-2 e la prima stagione nella massima serie è caratterizzata da alti e bassi, infatti, chiuso nel ruolo di terzino sinistro dal più esperto Falsini, si ritaglia il suo spazio subentrando a partita iniziata o da titolare in caso di mancanza del compagno.
Per la stagione 2006-2007 la Juventus, investita dalle vicissitudini negative delle sentenze di Calciopoli, decide di confermare la compartecipazione con il Siena che, ceduto Falsini, punta su di lui quale titolare del ruolo di esterno difensivo di sinistra. Forte della fiducia accordatagli dalla società e da Mister Beretta, colleziona 36 presenze su 38 giornate di campionato e 2 presenze su 2 turni di Coppa Italia.
Il 20 giugno 2007, poco prima del termine ultimo per definire le compartecipazioni, la Juventus lo riscatta per una cifra pari a 2,5 milioni di euro. Durante la stagione 2007-2008, a 24 anni, si ritaglia un posto da titolare sulla fascia sinistra della difesa bianconera, grazie allo spostamento del compagno Chiellini al centro della difesa. Il 27 agosto 2007, nella gara contro il Parma di Coppa Italia, dopo essere subentrato ad Antonio Nocerino al 59', realizza il suo primo gol con la maglia della Juventus con un colpo di testa realizzando il momentaneo 0-1 (la partita verrà poi vinta dai bianconeri per 1-3). Il 13 agosto 2008 esordisce nella gara di andata del terzo turno preliminare di Champions League, vinta 4-0 contro l'Artmedia Bratislava, gara che rappresenta anche l'esordio nelle Coppe europee. Termina la stagione 2008-2009 a inizio maggio a causa di un ematoma perirenale.

##### Stoccarda e Parma

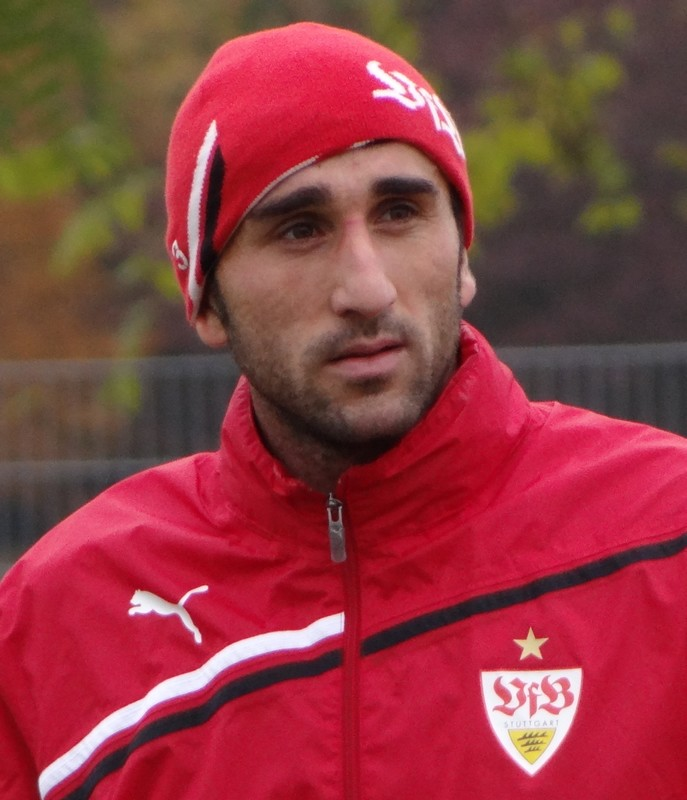
Molinaro in allenamento ai tempi dello Stoccarda nel 2011.

Il 5 gennaio 2010 viene ufficializzato il trasferimento in prestito oneroso a 500 000 euro, con diritto di riscatto allo Stoccarda. A seguito di brillanti prestazioni in campionato e Champions League, a fine stagione viene eletto miglior terzino della Bundesliga.
Il 14 giugno 2010 lo Stoccarda lo riscatta ufficialmente per 3,9 milioni di euro.
Il 30 gennaio 2014, dopo 125 partite giocate in totale con lo Stoccarda, passa a titolo definitivo al Parma. Il 16 febbraio 2014 sigla il suo primo gol con la maglia del Parma, nonché primo in serie A, contro l'Atalanta per il momentaneo 0-1.

##### Torino
Svincolatosi, il 16 giugno 2014 firma un contratto annuale con il Torino. Esordisce con la maglia granata contro il Brommapojkarna nel primo turno preliminare di Europa League. In stagione gioca in tutto 38 partite e segna 1 gol, nella vittoria per 2-0 contro l'HJK nei gironi d'Europa League. Dopo avere rinnovato per un'altra stagione, nel 2015-2016 realizza la sua prima rete in massima serie coi granata nel successo per 1-2 sull'Inter. In precedenza (in dicembre) ha esteso il proprio contratto con il Toro sino al 30 giugno 2017.
Iniziata la stagione seguente come titolare nella posizione di terzino sinistro, il 18 settembre 2016, durante la partita in casa con l'Empoli, riporta la rottura del legamento crociato anteriore del ginocchio sinistro. Rientra in campo il 13 marzo 2017 nel corso della partita contro la Lazio, subentrando all'inizio della ripresa al compagno Daniele Baselli. A fine stagione rinnova il suo contratto con i granata per un altro anno.
Confermato in granata per la stagione 2017-2018, gioca con continuità sino alla frattura della testa del perone occorsa nel mese di febbraio in allenamento. Superato l'infortunio, il 29 aprile 2018 gioca la sua centesima partita con la maglia del Torino in occasione della trasferta sul campo della Lazio.

##### Frosinone
Rimasto nuovamente svincolato, il 12 luglio 2018 si trasferisce ufficialmente al Frosinone firmando un contratto valido per una stagione. Esordisce coi ciociari alla prima giornata di campionato, nella partita persa per 4-0 in trasferta con l'Atalanta in cui, tra l'altro, indossa la fascia da capitano. Al termine della stagione rimane svincolato.

##### Venezia e ritiro
Il 15 gennaio 2020, dopo circa tre mesi di allenamento sostenuti con l'Atletico Terme Fiuggi, squadra militante nel Girone F di Serie D, viene ingaggiato dal Venezia fino al termine della stagione. L'anno successivo viene riconfermato e riesce a conquistare la promozione in Serie A con i lagunari dopo la vittoria nei playoff, salvo retrocedere dopo una sola stagione nella massima serie.
Il 13 giugno 2022, dopo 42 presenze totali, viene annunciato il suo ritiro dal calcio giocato al termine della stagione e contestualmente l'ingresso nell'organigramma del Venezia, con il ruolo di direttore dell'area tecnica.

#### Nazionale
Convocato dal CT Cesare Prandelli, esordisce nella nazionale italiana il 10 agosto 2010, giocando titolare nella partita amichevole Italia-Costa d'Avorio (0-1) disputata a Londra.
È convocato anche per le partite contro Estonia e Fær Øer valide per le qualificazioni all'Europeo 2012, giocando contro l'Estonia.

## Statistiche

### Presenze e reti nei club
| Stagione           | Squadra            | Campionato         | Campionato | Campionato | Coppe nazionali | Coppe nazionali | Coppe nazionali | Coppe continentali | Coppe continentali | Coppe continentali | Altre coppe | Altre coppe | Altre coppe | Totale | Totale |
| Stagione           | Squadra            | Comp               | Pres       | Reti       | Comp            | Pres            | Reti            | Comp               | Pres               | Reti               | Comp        | Pres        | Reti        | Pres   | Reti   |
| ------------------ | ------------------ | ------------------ | ---------- | ---------- | --------------- | --------------- | --------------- | ------------------ | ------------------ | ------------------ | ----------- | ----------- | ----------- | ------ | ------ |
| 2002-2003          | Salernitana        | B                  | 5          | 0          | CI              | 0               | 0               | -                  | -                  | -                  | -           | -           | -           | 5      | 0      |
| 2003-2004          | Salernitana        | B                  | 33         | 0          | CI              | 1               | 0               | -                  | -                  | -                  | -           | -           | -           | 34     | 0      |
| 2004-2005          | Salernitana        | B                  | 39         | 1          | CI              | 5               | 0               | -                  | -                  | -                  | -           | -           | -           | 44     | 1      |
| Totale Salernitana | Totale Salernitana | Totale Salernitana | 77         | 1          |                 | 6               | 0               |                    | -                  | -                  |             | -           | -           | 83     | 1      |
| 2005-2006          | Siena              | A                  | 20         | 0          | CI              | 0               | 0               | -                  | -                  | -                  | -           | -           | -           | 20     | 0      |
| 2006-2007          | Siena              | A                  | 36         | 0          | CI              | 2               | 0               | -                  | -                  | -                  | -           | -           | -           | 38     | 0      |
| Totale Siena       | Totale Siena       | Totale Siena       | 56         | 0          |                 | 2               | 0               |                    | -                  | -                  |             | -           | -           | 58     | 0      |
| 2007-2008          | Juventus           | A                  | 31         | 0          | CI              | 5               | 1               | -                  | -                  | -                  | -           | -           | -           | 36     | 1      |
| 2008-2009          | Juventus           | A                  | 29         | 0          | CI              | 2               | 0               | UCL                | 9                  | 0                  | -           | -           | -           | 40     | 0      |
| 2009-gen. 2010     | Juventus           | A                  | 5          | 0          | CI              | 0               | 0               | UCL                | 0                  | 0                  | -           | -           | -           | 5      | 0      |
| Totale Juventus    | Totale Juventus    | Totale Juventus    | 65         | 0          |                 | 7               | 1               |                    | 9                  | 0                  |             | -           | -           | 81     | 1      |
| gen.-giu. 2010     | Stoccarda          | BL                 | 17         | 0          | CG              | 0               | 0               | UCL                | 2                  | 0                  | -           | -           | -           | 19     | 0      |
| 2010-2011          | Stoccarda          | BL                 | 27         | 0          | CG              | 3               | 0               | UEL                | 11                 | 0                  | -           | -           | -           | 41     | 0      |
| 2011-2012          | Stoccarda          | BL                 | 23         | 0          | CG              | 4               | 0               | -                  | -                  | -                  | -           | -           | -           | 27     | 0      |
| 2012-2013          | Stoccarda          | BL                 | 25         | 0          | CG              | 4               | 0               | UEL                | 7                  | 0                  | -           | -           | -           | 36     | 0      |
| 2013-gen. 2014     | Stoccarda          | BL                 | 1          | 0          | CG              | 0               | 0               | UEL                | 1                  | 0                  | -           | -           | -           | 2      | 0      |
| Totale Stoccarda   | Totale Stoccarda   | Totale Stoccarda   | 93         | 0          |                 | 11              | 0               |                    | 21                 | 0                  |             | -           | -           | 125    | 0      |
| gen.-giu. 2014     | Parma              | A                  | 16         | 2          | CI              | 0               | 0               | -                  | -                  | -                  | -           | -           | -           | 16     | 2      |
| 2014-2015          | Torino             | A                  | 24         | 0          | CI              | 1               | 0               | UEL                | 13                 | 1                  | -           | -           | -           | 38     | 1      |
| 2015-2016          | Torino             | A                  | 27         | 1          | CI              | 2               | 0               | -                  | -                  | -                  | -           | -           | -           | 29     | 1      |
| 2016-2017          | Torino             | A                  | 10         | 0          | CI              | 0               | 0               | -                  | -                  | -                  | -           | -           | -           | 10     | 0      |
| 2017-2018          | Torino             | A                  | 20         | 0          | CI              | 4               | 0               | -                  | -                  | -                  | -           | -           | -           | 24     | 0      |
| Totale Torino      | Totale Torino      | Totale Torino      | 81         | 1          |                 | 7               | 0               |                    | 13                 | 1                  |             | -           | -           | 101    | 2      |
| 2018-2019          | Frosinone          | A                  | 14         | 0          | CI              | 1               | 0               | -                  | -                  | -                  | -           | -           | -           | 15     | 0      |
| gen.-giu. 2020     | Venezia            | B                  | 12         | 0          | CI              | 0               | 0               | -                  | -                  | -                  | -           | -           | -           | 12     | 0      |
| 2020-2021          | Venezia            | B                  | 16+4       | 0          | CI              | 1               | 0               | -                  | -                  | -                  | -           | -           | -           | 21     | 0      |
| 2021-2022          | Venezia            | A                  | 8          | 0          | CI              | 1               | 0               | -                  | -                  | -                  | -           | -           | -           | 9      | 0      |
| Totale Venezia     | Totale Venezia     | Totale Venezia     | 36+4       | 0          |                 | 2               | 0               |                    | 0                  | 0                  |             | -           | -           | 42     | 0      |
| Totale carriera    | Totale carriera    | Totale carriera    | 442        | 4          |                 | 36              | 1               |                    | 43                 | 1                  |             | -           | -           | 521    | 6      |

### Cronologia presenze e reti in nazionale
| Cronologia completa delle presenze e delle reti in nazionale ― Italia | Cronologia completa delle presenze e delle reti in nazionale ― Italia | Cronologia completa delle presenze e delle reti in nazionale ― Italia | Cronologia completa delle presenze e delle reti in nazionale ― Italia | Cronologia completa delle presenze e delle reti in nazionale ― Italia | Cronologia completa delle presenze e delle reti in nazionale ― Italia | Cronologia completa delle presenze e delle reti in nazionale ― Italia | Cronologia completa delle presenze e delle reti in nazionale ― Italia |
| Data                                                                  | Città                                                                 | In casa                                                               | Risultato                                                             | Ospiti                                                                | Competizione                                                          | Reti                                                                  | Note                                                                  |
| --------------------------------------------------------------------- | --------------------------------------------------------------------- | --------------------------------------------------------------------- | --------------------------------------------------------------------- | --------------------------------------------------------------------- | --------------------------------------------------------------------- | --------------------------------------------------------------------- | --------------------------------------------------------------------- |
| 10-8-2010                                                             | Londra                                                                | Italia                                                                | 0 – 1                                                                 | Costa d'Avorio                                                        | Amichevole                                                            | -                                                                     |                                                                       |
| 3-9-2010                                                              | Tallinn                                                               | Estonia                                                               | 1 – 2                                                                 | Italia                                                                | Qual. Euro 2012                                                       | -                                                                     |                                                                       |
| Totale                                                                |                                                                       | Presenze                                                              | 2                                                                     |                                                                       | Reti                                                                  | 0                                                                     |                                                                       |